# Siegmund Lachenwitz

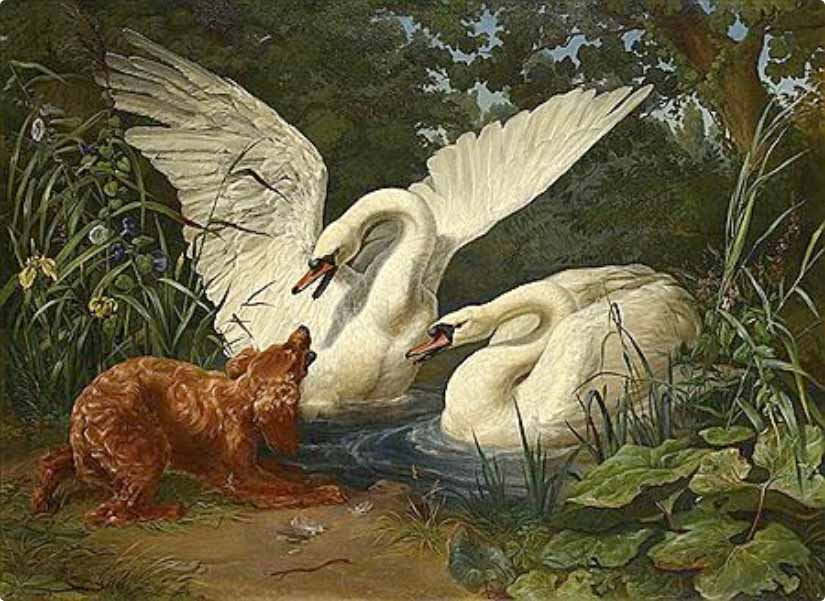
Zwei Schwäne und ein Hund

Friedrich Siegmund Lachenwitz (* 24. Dezember 1820 in Neuss; † 25. Juni 1868 in Düsseldorf) war ein deutscher Tiermaler der Düsseldorfer Schule.

## Leben
An Heiligabend 1820 wurde Lachenwitz als Sohn des Kreissekretärs Johann Friedrich Ludwig Lachenwitz und der Catharina Carolina Hackländer, einer Verwandten des Schriftstellers Friedrich Wilhelm Hackländer, in Neuss geboren. Die Kunstakademie Düsseldorf besuchte er 1833/1834 in der Elementarklasse unter Josef Wintergerst sowie 1840 bis 1847 bei Johann Wilhelm Schirmer. Lachenwitz’ künstlerisches Interesse galt schon in der Landschafterklasse Schirmers der Tiermalerei. Ab 1844 war er Mitglied des Vereins der Düsseldorfer Künstler zur gegenseitigen Unterstützung und Hilfe. 1848 gehörte er neben seinem Schwager Johann Wilhelm Preyer, der seine Schwester Emilie geheiratet hatte, zu den Gründungsmitgliedern des Künstlervereins Malkasten. 1850 unterstützte Lachenwitz die Initiative seines Freundes Johann Peter Hasenclever, den Schriftsteller Ferdinand Freiligrath in den Künstlerverein aufzunehmen. Bis zu seinem Tod lebte Lachenwitz in Düsseldorf, wo er – vorübergehend durch ein Augenleiden beim Malen und Zeichnen behindert – ab Anfang der 1850er Jahre auch Ausstellungskritiken für die Tagespresse, kleinere humoristische Erzählungen sowie Reise-, Jagd- und Tiergeschichten verfasste, die er mit eigenen Illustrationen ausstattete. Ferner gab er Privatunterricht im Malen und Zeichnen, etwa für den jungen Johann Peter Theodor Janssen. Außerdem betätigte er sich auf dem Gebiet der Fotografie. 1866 übernahm er das Atelier des Fotopioniers Johann Franz Michiels, wohl für seinen Sohn Karl, anfangs ein angehender Xylograf, der 1863 „wegen Rauferei und Ungezogenheit“ von der Düsseldorfer Akademie geworfen worden war, später ein Fotograf in Kleve.
Siegmund Lachenwitz wurde von Hasenclever porträtiert und von Paul von Franken in einem Freundschaftsbild festgehalten. Außerdem nahm der Fotograf Wilhelm Severin ein Porträtfoto auf, das Lachenwitz mit dem befreundeten Maler Peter Schwingen zeigt.

## Werke (Auswahl)
- Reineke am Galgen, 1844[10]
- Löwenlager
- Landschaft mit Hirten und Herde[11]
- Wildpferde[12]
- Ungebetene Gäste (Ziegen auf der Veranda), 1863[13]